# Mangaoka
Mangaoka è una città e comune del Madagascar situata nel distretto di Antsiranana II, regione di Diana.